# Marquis de Maleville
 (signalé en juin 2025).
Si vous disposez d'ouvrages ou d'articles de référence ou si vous connaissez des sites web de qualité traitant du thème abordé ici, merci de compléter l'article en donnant les références utiles à sa vérifiabilité et en les liant à la section « Notes et références ».
- Archive Wikiwix
- Bing
- Cairn
- DuckDuckGo
- E. Universalis
- Gallica
- Google
- G. Books
- G. News
- G. Scholar
- Persée
- Qwant
- (zh) Baidu
- (ru) Yandex
- (wd) trouver des œuvres sur Wikidata

Le titre de marquis de Maleville a été instauré par une ordonnance royale et lettres patentes du 2 novembre 1817 comme marquis-pair héréditaire.

## Liste des marquis de Maleville
Plusieurs marquis furent récipiendaires de l'ordre de la Légion d'honneur
1. 1817-1824 : Jacques de Maleville (1741-1824), 1er marquis de Maleville (1817), homme politique et juriste, fils de Pierre Maleville.
2. 1824-1832 : Pierre-Joseph de Maleville (1778-1832), 2e marquis de Maleville, homme politique et juriste, fils du précédent.
3. 1832-1889 : Guillaume de Maleville (1805-1889), 3e marquis de Maleville, homme politique et juriste, fils du précédent.
4. 1889-1910 : Ernest de Maleville (1833-1910), 4e marquis de Maleville, avocat, fils du précédent.
5. 1910-1923 : Charles de Maleville (1861-1923), 5e marquis de Maleville, militaire, fils du précédent.
6. 1923-1959 : Jacques de Maleville (1892-1959), 6e marquis de Maleville[réf. nécessaire], inspecteur d'assurance, fils du précédent.
7. 1959-2001 : Jacques de Maleville (1929-2001), fils du précédent.
8. 2001- : Gérald de Maleville (né en 1963), 8e marquis de Maleville[réf. nécessaire], fils du précédent.

Le titre de marquis de Maleville a été instauré en 1817, le fils aîné et héritier porte le titre de comte de Maleville.
L'actuel marquis n'ayant pas de fils, il devrait s'agir de l'aîné des mâles d'une branche collatérale qui devrait hériter du titre.